# World War Z
Cet article concerne le roman. Pour son adaptation au cinéma, voir World War Z (film).
Pour les articles homonymes, voir World War Z (homonymie).
World War Z : Une histoire orale de la guerre des zombies (également abrégé WWZ) est un roman d'horreur post-apocalyptique de Max Brooks, publié en 2006.

## Développement
Bien qu'étant dans la lignée de son précédent livre Guide de survie en territoire zombie, World War Z est plus sérieux dans le ton, et s'efforce d'être plus convaincant et réaliste dans les faits et du point de vue psychologique. L'auteur a également déclaré que World War Z suit les « lois » mises en place dans le Guide de survie en territoire zombie, et que le guide existe dans ce monde post-apocalyptique.
Max Brooks joue le rôle d'un agent de la commission Post-Traumatique de l'Organisation des Nations unies qui publie le livre dans le futur imaginaire après que l'ONU a mis à l'écart une partie de son travail du rapport officiel, choisissant de se focaliser davantage sur les chiffres et les faits de la guerre plutôt que l'aspect humain qu'il y avait inclus. Plutôt qu'une vue globale ou individuelle, World War Z est une collection de points de vue individuels sous la forme d'interviews entre l'auteur et les personnages. La période narrée, bien que contemporaine, ne mentionne aucune date ; le livre retrace une guerre contre les zombies débutant par des événements isolés et aboutissant à une pandémie mondiale et une panique de masse, et enfin à des batailles armées pour reprendre la planète aux morts-vivants. En plus de cela, les entretiens décrivent les changements religieux, géopolitiques, et environnementaux après la guerre des zombies.
Inspiré par La Bonne Guerre de Studs Terkel, dont il reprend le style de narration, et par George Romero, créateur des « zombies modernes », Brooks utilise World War Z pour fournir des commentaires sur un large éventail de sujets tels que l'inaptitude des gouvernements mondiaux, la survie et l'incertitude de notre temps. Le livre a été encensé par la critique[réf. nécessaire] et la version audio abrégée en anglais a gagné en 2007 le Audie Award. Un livre audio complémentaire a été publié séparément, en 2013, en même temps qu'une version intégrale reprenant le livre audio abrégé de 2007 et les compléments de 2013.

## Adaptations
- World War Z est un film de zombies américain réalisé par Marc Forster, sorti en 2013, où l'on suit un ancien employé de l'ONU Gerry Lane, en quête d'un vaccin. Max Brooks a publiquement renié le film (en disant que « le film et le livre ne partagent que le titre »), jugeant que celui-ci n'était pas du tout représentatif de son travail en tant qu'écrivain[2].
- World War Z est un jeu vidéo sorti en 2019.